# Kataphraktosaurus ungerhamiltoni
Kataphraktosaurus ungerhamiltoni es una especie de lagarto semiacuático de la familia Gymnophthalmidae.

## Nombres comunes
Lagartija espinosa del Cuao (español), Cuao’s stream spiny lizard (inglés)

## Características
Kataphraktosaurus ungerhamiltoni se caracteriza por la siguiente combinación de estados de caracteres: (1) tamaño corporal pequeño (49 mm de longitud hocico cloaca); (2) hocico acuminado, moderadamente largo; (3) disco palpebral con cinco a siete escamas palpebrales grandes; (4) seis escamas supralabiales; (5) seis escamas infralabiales; (6) filas de escamas paravertebrales agrandadas continuas; (7) collar diferenciado, compuesto por seis escamas agrandadas; (8) escamas ventrales ordenadas en 20 filas transversales y ocho filas longitudinales; (9) seis poros femorales (tres de cada lado) en machos (hembras desconocidas); (10) cola con seis pares de crestas longitudinales; (11) verticilios caudales de longitud equivalente a dos escamas subcaudales; (12) tres escamas quilladas formando la cresta dorsal submediana en cada verticilio; (13) 15–16 laminillas subdigitales en el cuarto dedo de la mano; (14) 21-22 laminillas subdigitales en el cuarto dedo del pie.

## Etimología
Nombrada en honor a Felix Unger-Hamilton, en reconocimiento a su apoyo al estudio y conservación de la biodiversidad de Venezuela.

## Distribución geográfica
Endémico de los sistemas montañosos del norte del estado Amazonas en Venezuela.

## Estado de conservación
Aunque esta especie no ha sido evaluada en el marco de la lista roja de la UICN, en su descripción se sugiere incluirla en la categoría de Datos Insuficientes. Esto en vista que la especie es conocida de una sola localidad y apenas por un espécimen; nada se sabe sobre su ecología, tamaño poblacional y amenazas potenciales. Aunque en la región en que habita esta especie se desarrolla actividad turística, los bosques de la región están bien preservados.